# Skatan 11

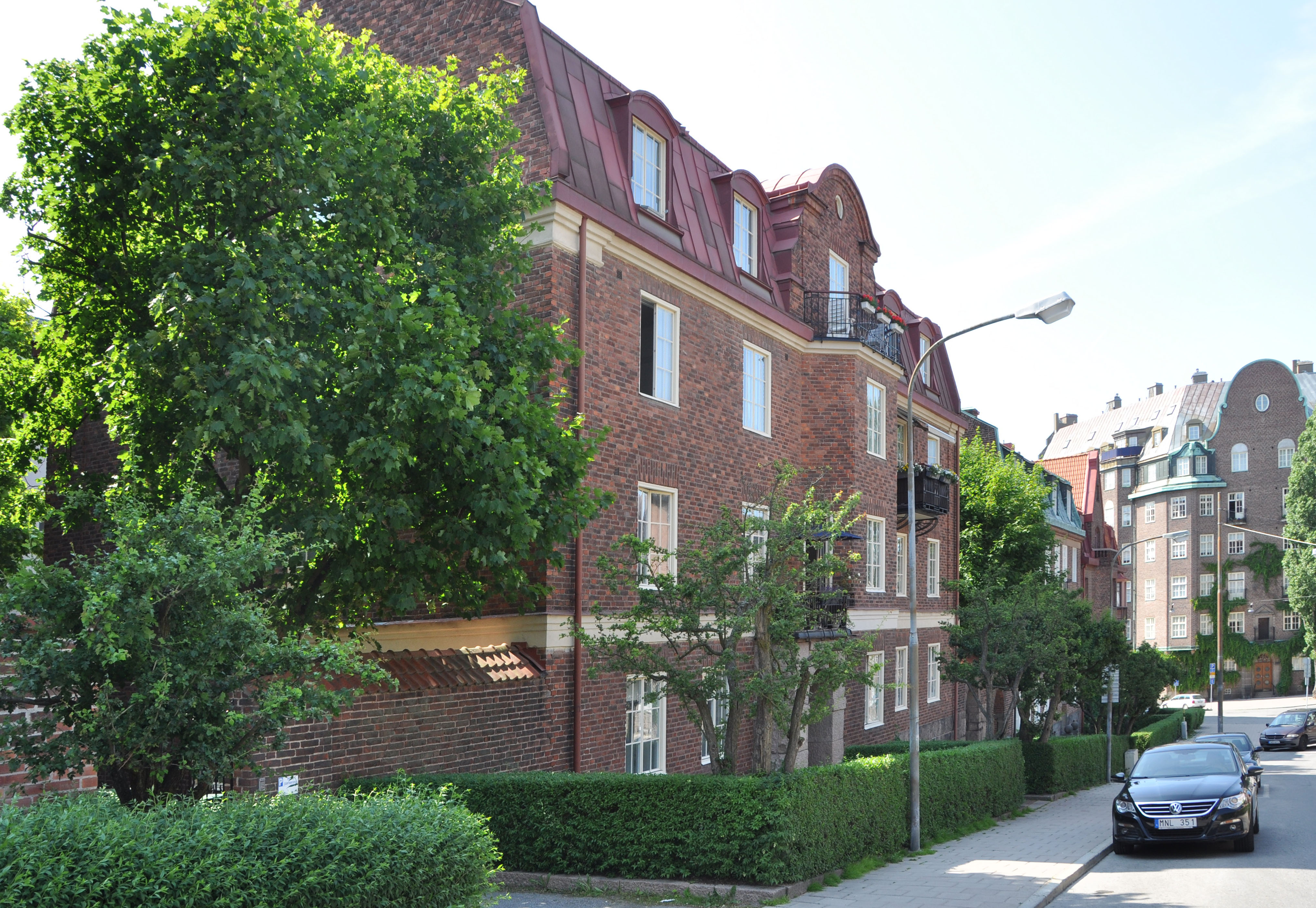
Skatan 11, Bragevägen 9–11, juli 2010.

Skatan 11 är en kulturhistoriskt värdefull bostadsfastighet i kvarteret Skatan belägen vid Bragevägen 9 (före detta 9–11) i Lärkstaden på Östermalm i Stockholm. Byggnaden uppfördes 1915–1916 efter ritningar av arkitekt Hjalmar Westerlund. Fastigheten är grönmärkt av Stadsmuseet i Stockholm, det innebär "särskilt värdefull från historisk, kulturhistorisk, miljömässig eller konstnärlig synpunkt".

## Historik

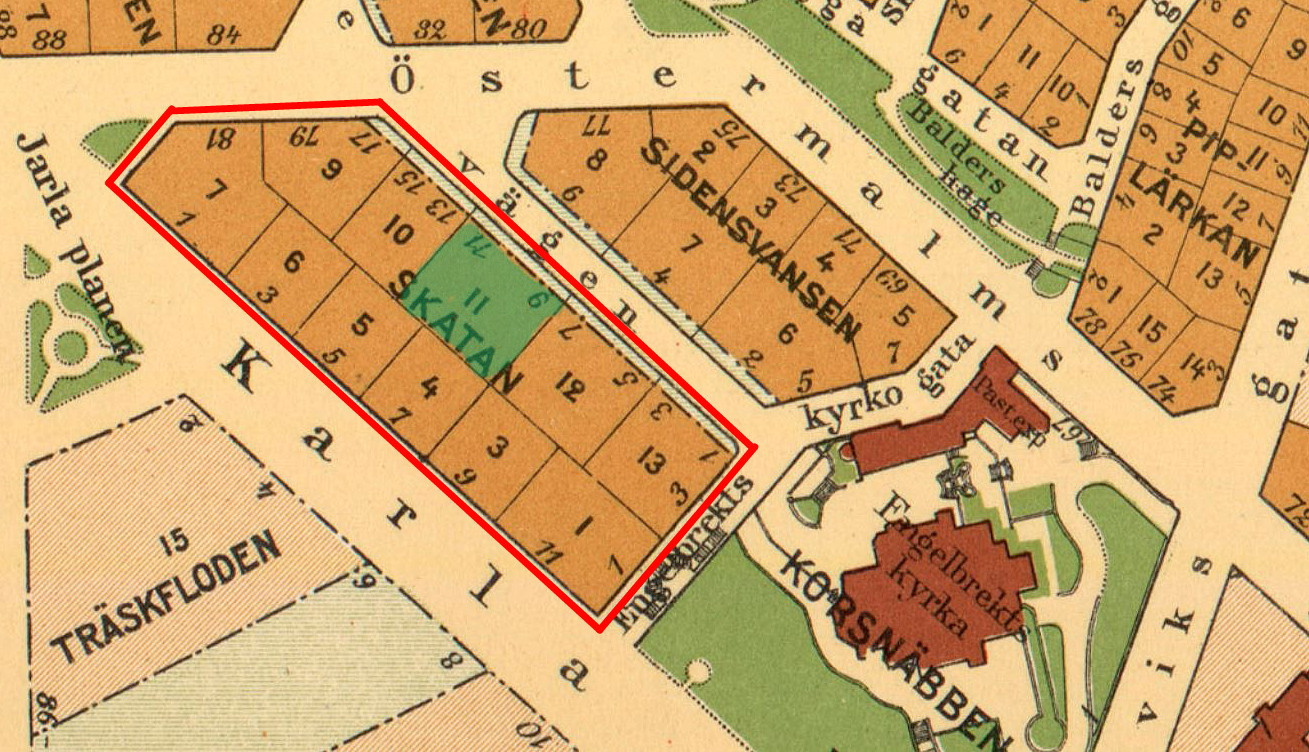
Slatan 11 (grön markering), 1930.

Kvarteret Skatan och anslutande kvarter (då fortfarande namnlösa) bildares 1908 i samband med en stadsplan för Eriksbergsområdet med omgivning som upprättats av stadsingenjören Gustaf von Segebaden och som i sin tur byggde på ett stadsplaneförslag ritat 1902 av stadsplanearkitekten Per Olof Hallman. 
En stadsplaneändring från 1913 innebar att husen i den delen av kvarteret Skatan som kom att ligga mot Bragevägen skulle reduceras i höjd och delvis uppföras som fristående byggnadskroppar, en av dem var Skatan 11. Anledning var att nya bostadshus i Engelbrektskyrkans grannskap skulle förhöja den monumentala byggnadens intryck och inte förringa det. Även fasader och tak i området anpassades helt till kyrkobyggnadens fasad- och takmaterial.
Tomten Skatan 11 förvärvades 1915 av arkitekt Hjalmar Westerlund och såldes av Stockholms stad med äganderätt. Fastigheten omfattade en areal om 1 096,8 kvadratmeter ”å fri och egen grund”. Mot gatan lades en förgård som ej fick bebyggas. Byggherre och byggmästare var Aktiebolaget Cognatio tillsammans med Nils Holmström. Första ägare var en agronom E. Malmberg som sålde huset 1918 till kanslisekreteraren Johan Ludvig Leijonmarck vilken innehade fastigheten till sin död 1924.

## Byggnadsbeskrivning

### Exteriör

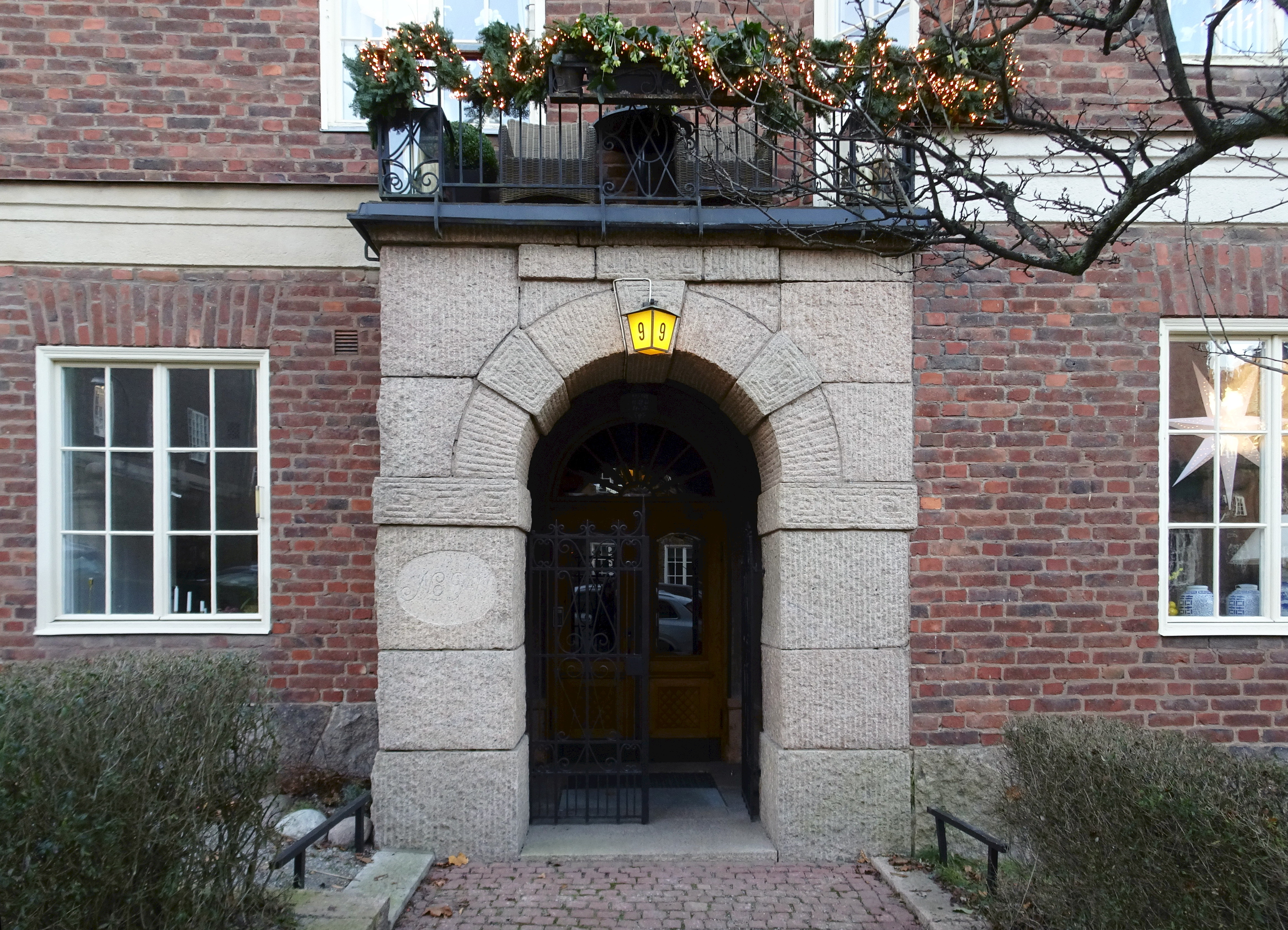
Portalen av natursten med entrén som ligger indraget i ett kryssvälvt vindfång.

Skatan uppfördes som ett fristående bostadshus i tre våningar med vindsvåning och källare under del av huset. Fasaderna utfördes i rött, fogstruket tegel så som stadsplanen föreskrev. Mot gatan märks ett centralt placerat burspråk som avslutas med balkong och välvd frontespis i höjd med vindsvåningen. Mot gården avtecknar sig dels huvudtrappan, dels kökstrappan som halvrunda byggnadskroppar. Entréporten ligger djupt indraget i ett kryssvälvt vindfång. 

### Interiör
Genom den ursprungliga porten beträder man entréhallen med golv av vitt marmorgolv och grå bårder. Väggar och tak är rikt dekorerade. Väggarna är fältindelade och smyckade med målning i stucco lustro till cirka två meters höjd, övanför och i taket syns dekorationsmålerier av hög klass med förgyllda accenter.
Lägenhetsfördelningen var en stor bostad om fem respektive sex rum och kök i den högra delen samt ett enkelrum och en dubblett (lägenhet utan kök, dock med badrum) i den vänstra delen. På bottenvåningen fanns dessutom en litenportvaktslägenhet. Bland hyresgästerna fanns mellan 1917 och 1925 fotografen Henry B. Goodwin som hade sin ateljé i huset. Till hans kunder hörde även husägaren Leijonmark som han fotograferade 1921. Goodwin dokumenterade också sin egen gata i verket Vårt vackra Stockholm. Goodwin beskrev Bragevägen som: "Stockholms vackraste gata".

### Arkitektritningar från 1915

Fasader och sektion
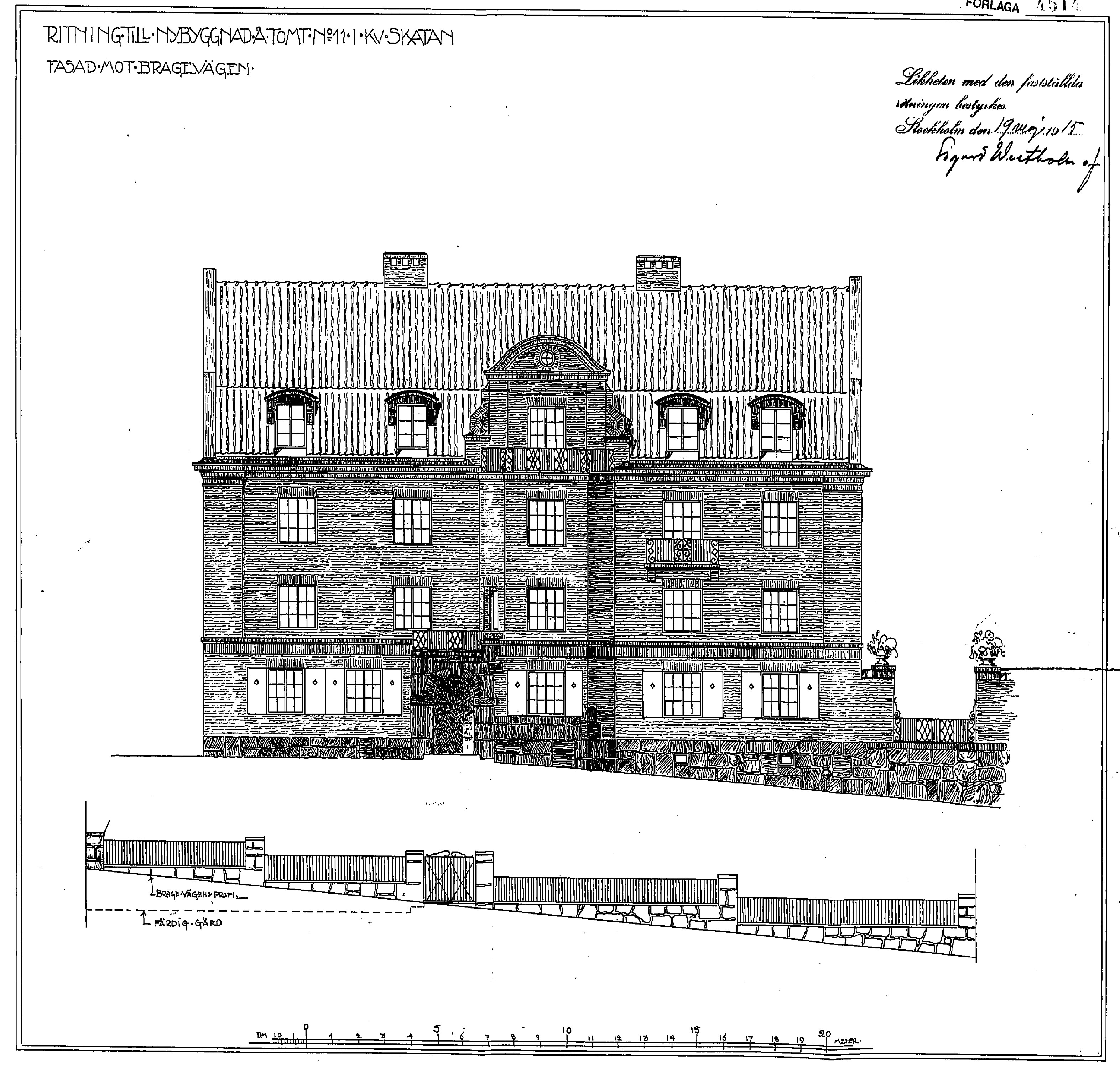
Fasad mot Bragevägen.
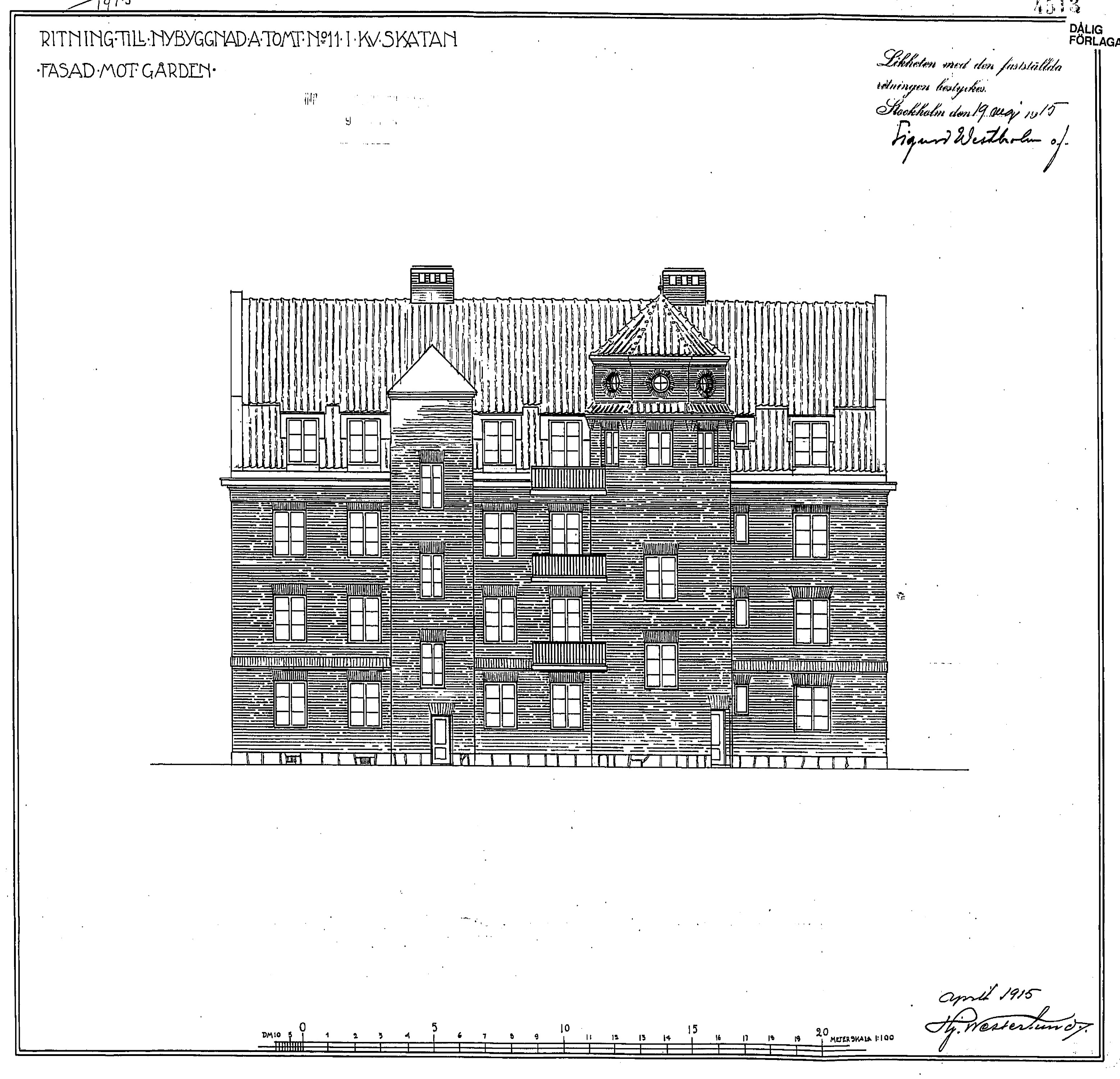
Fasad mot gården.
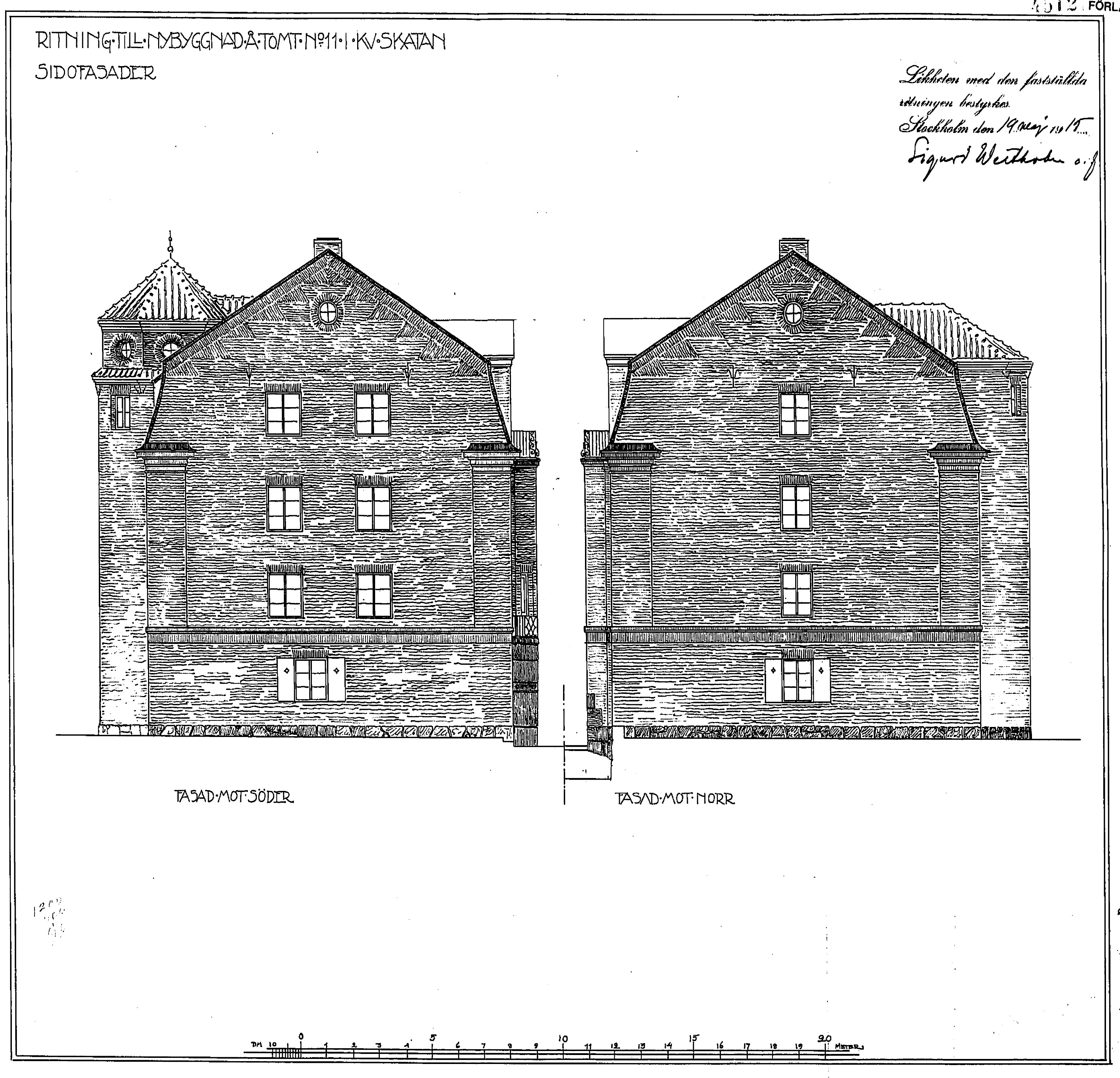
Gavelfasaderna.
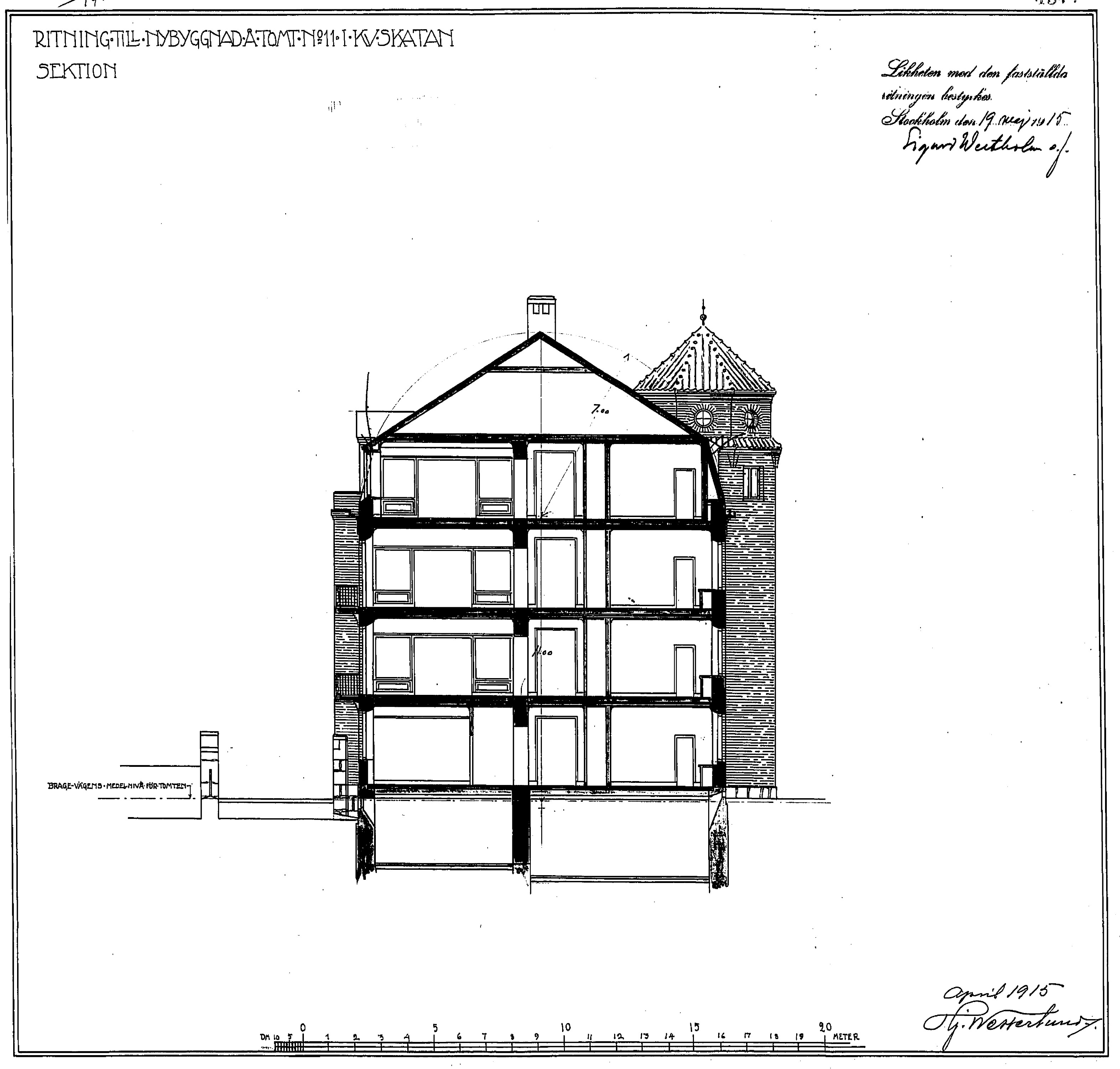
Sektion.

Planer
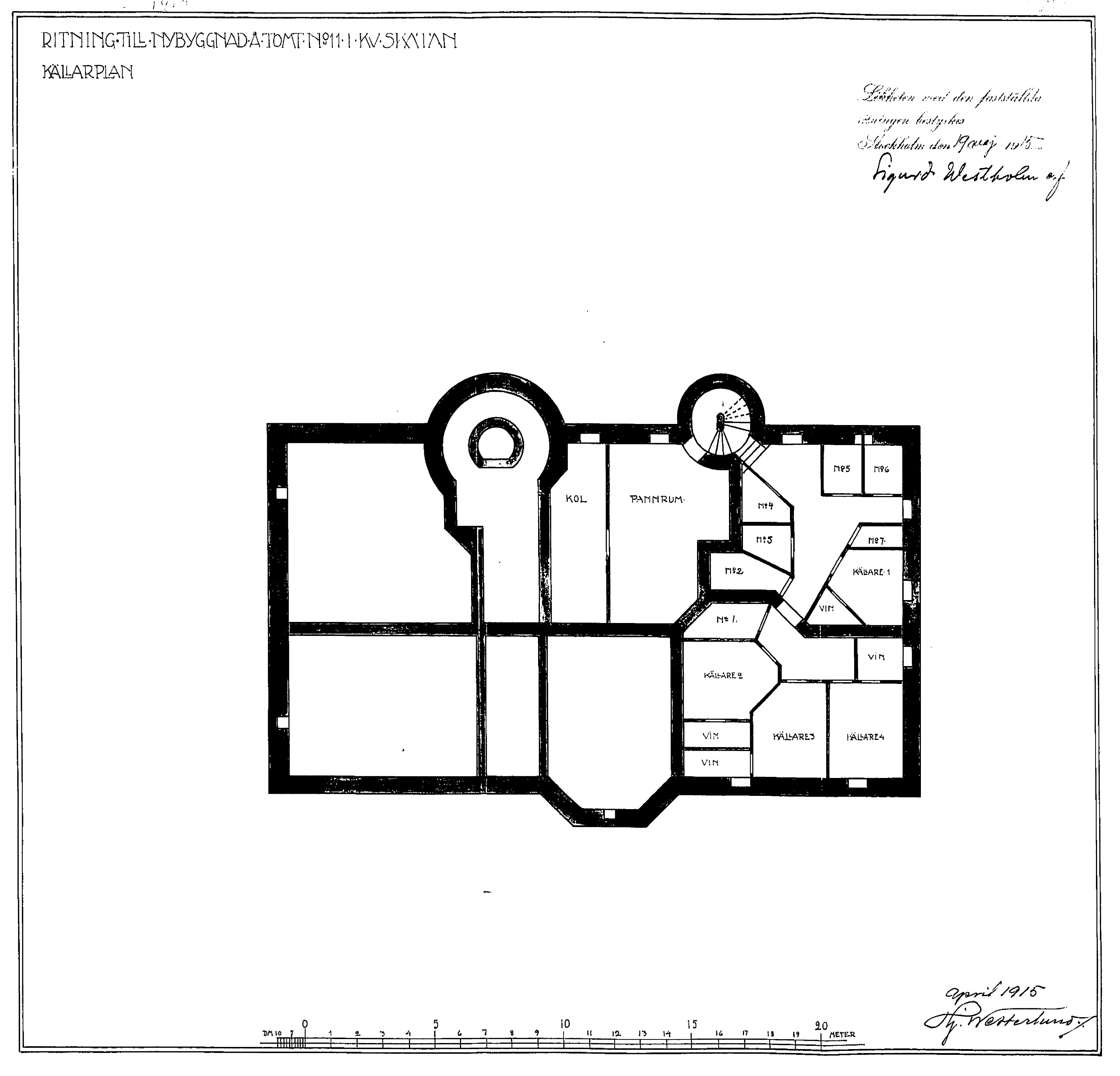
Källarvåning.
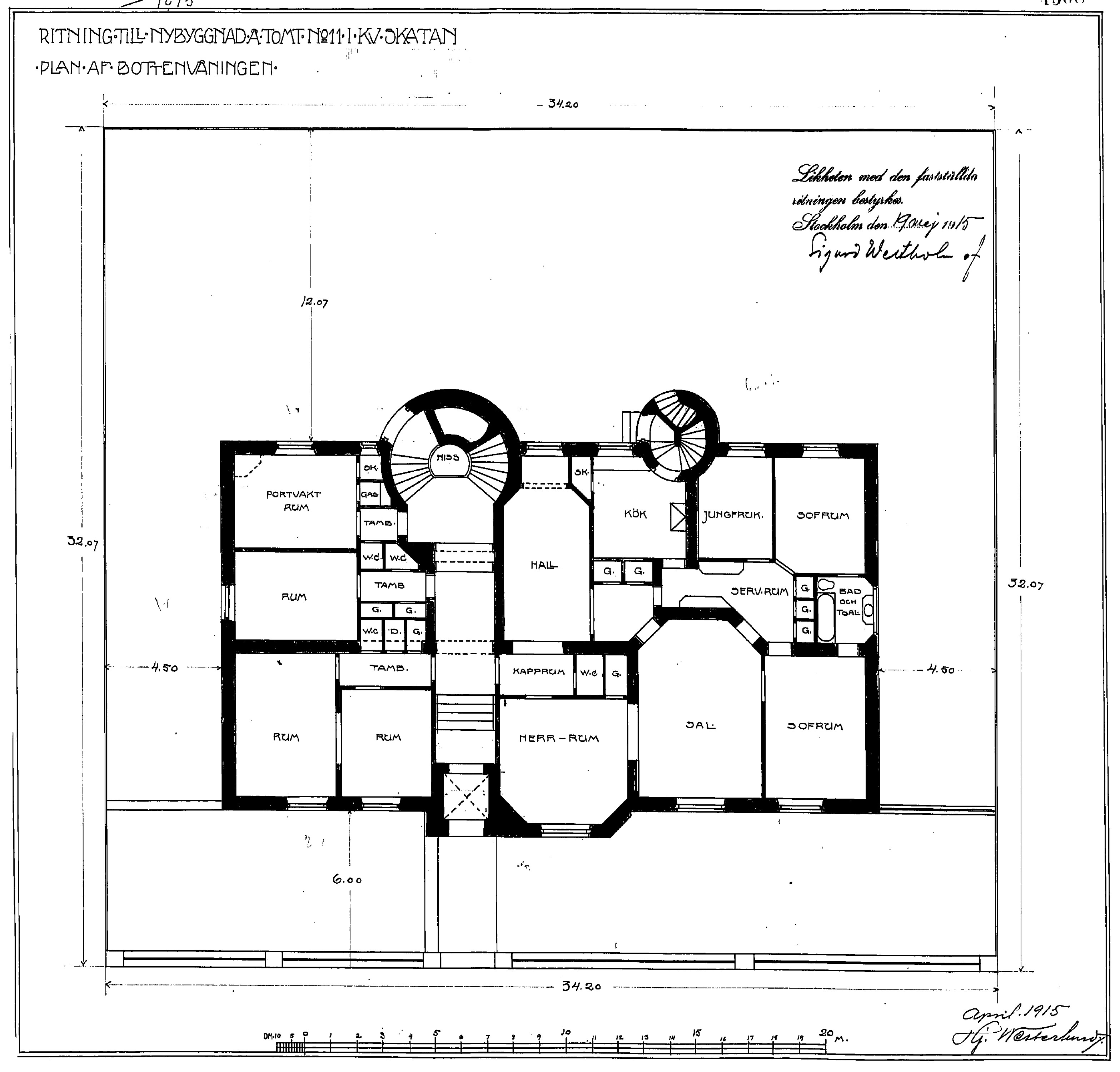
Bottenvåning.
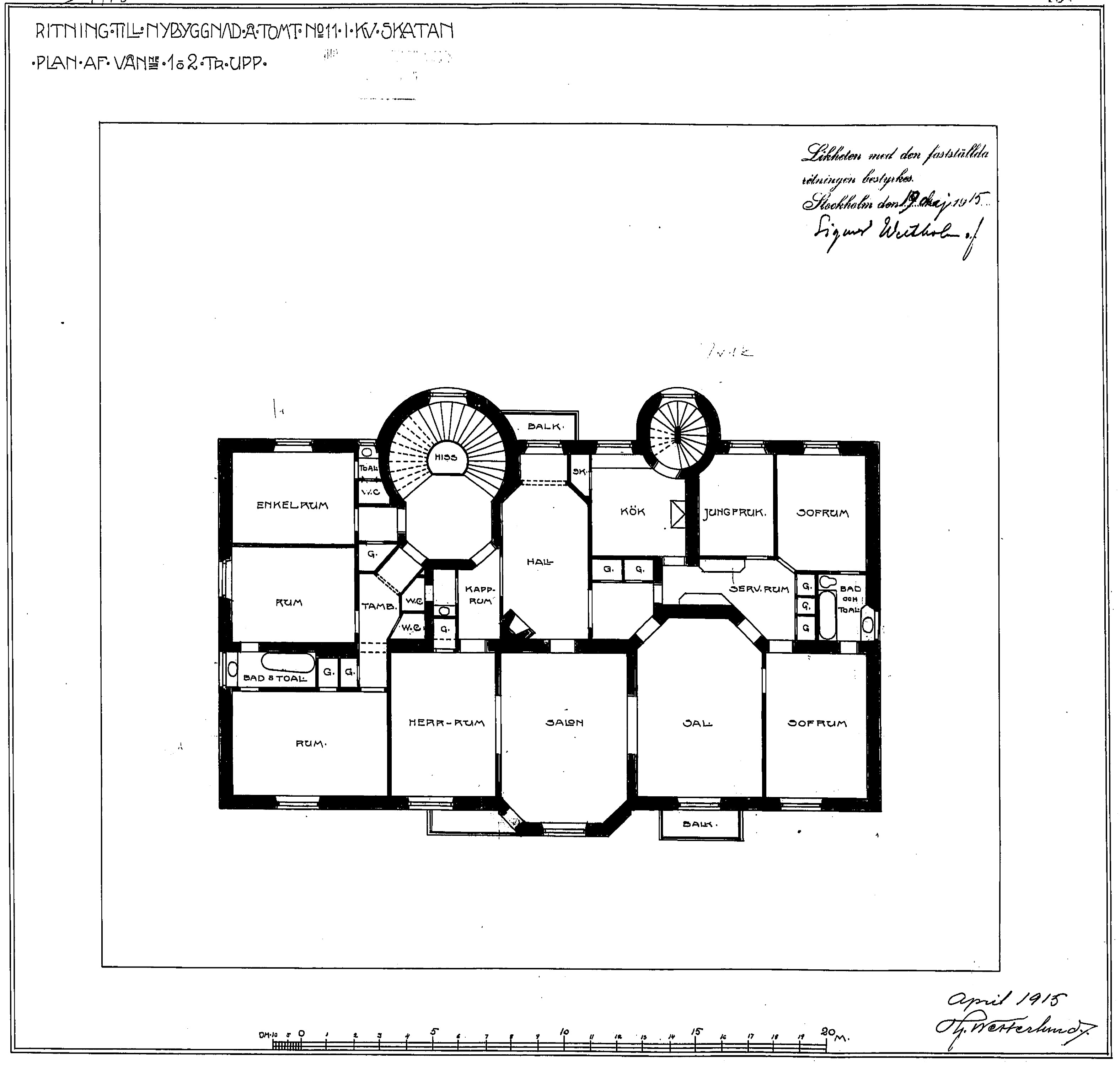
Våning 1 och 2 trappor.
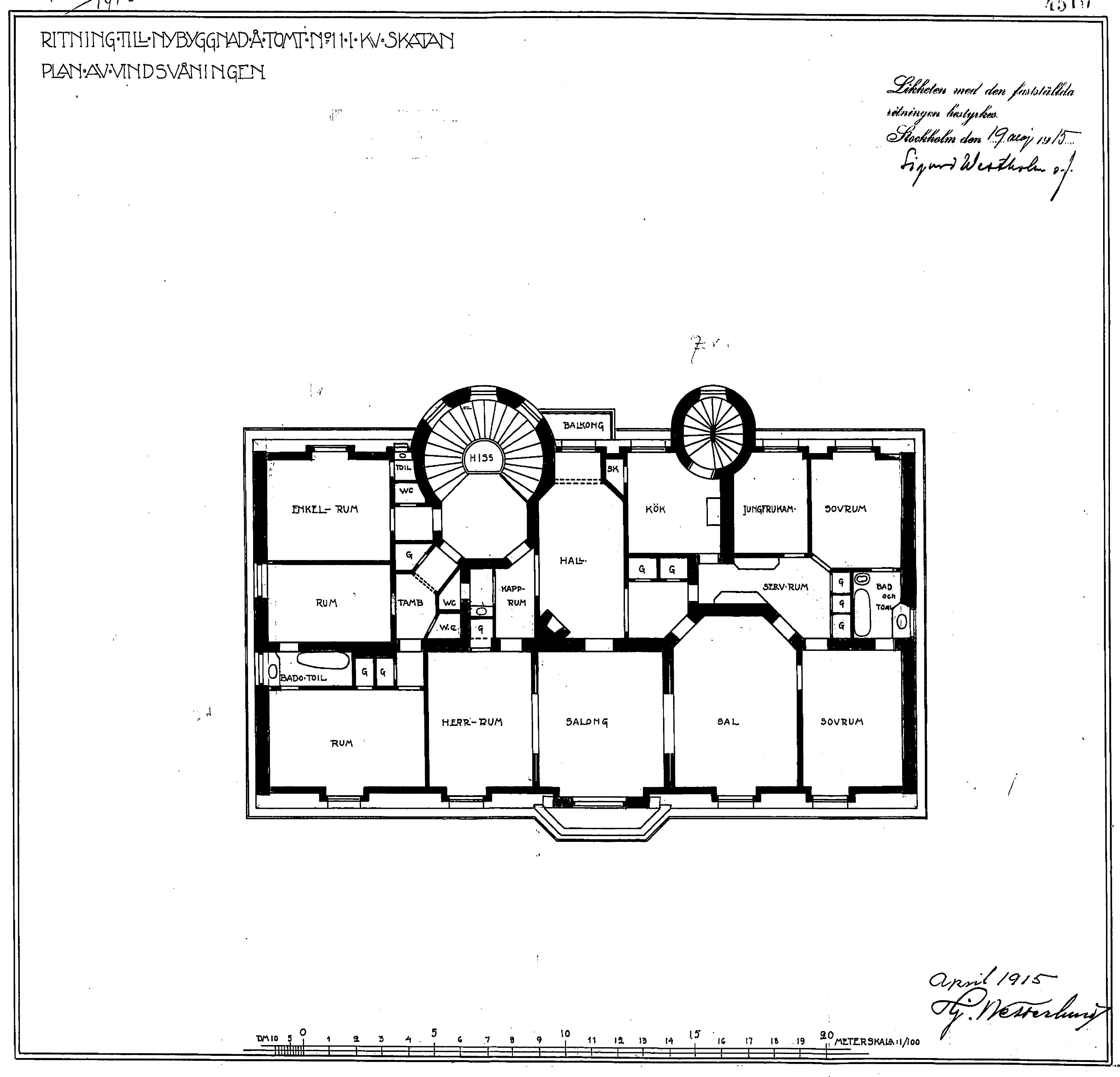
Vindsvåning.